# 1701 w polityce

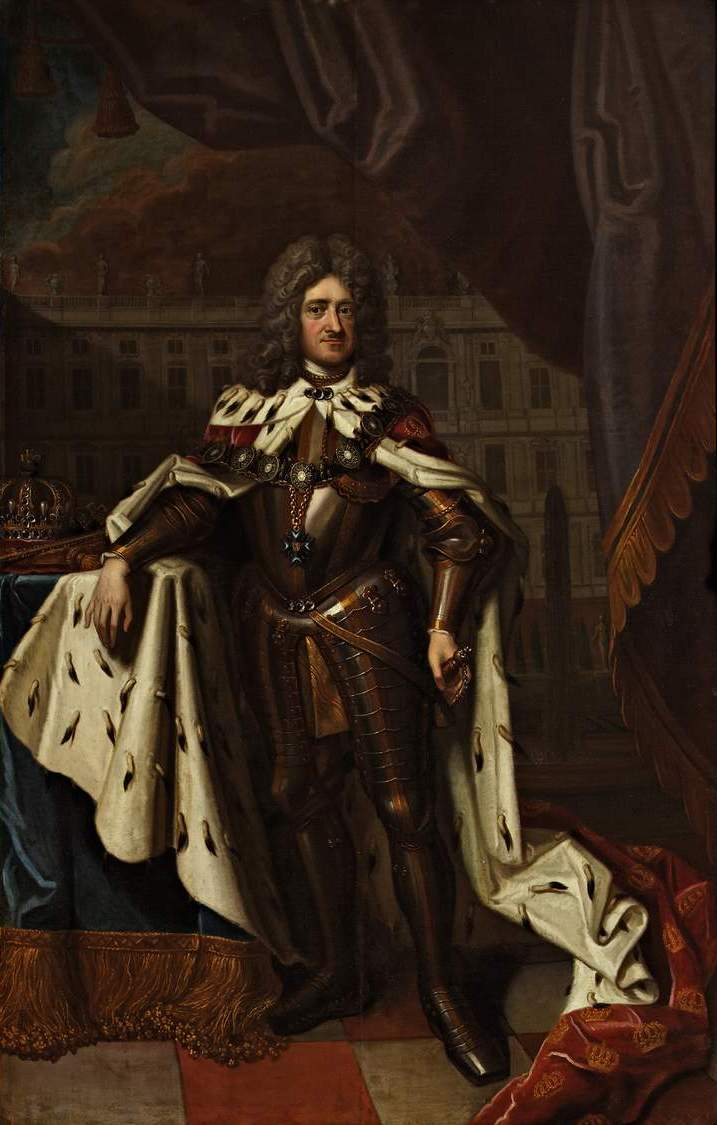
Fryderyk I Pruski

Wydarzenia polityczne w 1701 roku.

## Wydarzenia
- Fryderyk I został koronowany na króla pruskiego[1].

## Urodzili się
- Johann Jakob Moser, niemiecki prawnik[2].
- Maria Klementyna Sobieska, wnuczka Jana III Sobieskiego[3].

## Zmarli
- Jakub II Stuart, król Anglii i Szkocji[4].
- William Kidd, słynny pirat angielski[5].
- Ludwik I Grimaldi, książę Monako[6].